# 坂口智康 (調教師)
坂口 智康（さかぐち ともやす、1981年2月6日 - ）は、日本中央競馬会(JRA)・栗東トレーニングセンターに所属する調教師。滋賀県出身。元JRA調教師・坂口正則の長男である。
2024年にJRAでデビューした騎手の坂口智康とは別人で、血縁関係も一切ない。

## 来歴
2007年1月にJRA競馬学校に入学。2008年1月に父である坂口正則調教師の下で厩務員となり、同年4月からは調教助手となる。父親の影響で、自身も調教師を目指していた。
2017年に調教師試験に合格。合格の報を受けてのコメントの中で、目標とする調教師として父の名を挙げており、「トレセンで働くようになり、間近で仕事をする姿を見て、真面目でいつも一生懸命仕事をしている姿に感銘を受けました」と述べている。また、勝ちたいレースとしては「国内・海外を問わず、G1レースを勝ちたいと思っています」と答えている。さらに、「競馬においてその馬の全能力を発揮できるような競走馬が理想なので、そこを目指した馬づくりをしたいと思っています」と抱負を語った。
2019年3月1日、前月限りで定年のため勇退した父の厩舎を引き継ぐ形で、自身の厩舎を開業した。同月17日に阪神7レース（4歳上500万下）をエイシンクリックで制し、初出走から通算11戦目でJRA初勝利を挙げた。同年5月1日には令和初のダートグレード競走となるかきつばた記念を父の厩舎から引き継いだゴールドクイーンで制し、中央・地方を通じて初の重賞制覇を果たしている。
2022年3月13日、J・G2阪神スプリングジャンプで1年ぶりの実戦となったエイシンクリックが勝利し人馬共にJRA重賞初制覇を飾った。
2024年2月4日、きさらぎ賞でビザンチンドリームがデビュー2連勝で重賞初制覇を飾ると同時に自身もJRA平地重賞初制覇。なおこのレースで鞍上のピーヒュレク騎手もJRA重賞初制覇。

## 調教師成績

### 概要
|            | 日付          | 競馬場・開催  | 競走名               | 馬名               | 頭数 | 人気 | 着順 |
| ---------- | ------------- | ------------- | -------------------- | ------------------ | ---- | ---- | ---- |
| 初出走     | 2019年3月2日  | 1回小倉7日11R | 早鞆特別             | ゼンノワスレガタミ | 16頭 | 9    | 4着  |
| 初勝利     | 2019年3月17日 | 1回阪神8日7R  | 4歳上500万下         | エイシンクリック   | 13頭 | 2    | 1着  |
| 重賞初出走 | 2019年4月13日 | 3回中山7日11R | 中山グランドジャンプ | マイネルプロンプト | 11頭 | 4    | 3着  |
| 重賞初勝利 | 2019年5月1日  | 名古屋        | かきつばた記念       | ゴールドクイーン   | 12頭 | 2    | 1着  |
| GI初出走   | 2019年4月13日 | 3回中山7日11R | 中山グランドジャンプ | マイネルプロンプト | 11頭 | 4    | 3着  |

### 主な管理馬
※括弧内は当該馬の優勝重賞競走
- ゴールドクイーン （2019年かきつばた記念）
- エイシンクリック(2022年阪神スプリングジャンプ)
- ビザンチンドリーム（2024年きさらぎ賞、2025年レッドシーターフハンデキャップ）[9]
- アブキールベイ（2025年葵ステークス）

### 主な厩舎所属者
- 前川恭子 - 調教助手[10]

### 年度別成績
坂口智康の年度別成績（netkeiba.com）を参照